# هوددسران
هوددسران (نام علمی: Eutherocephalia) نام یک parvorder از زیرراسته ددسران است.